# Reliquiar des Wahren Kreuzes (Louvre)

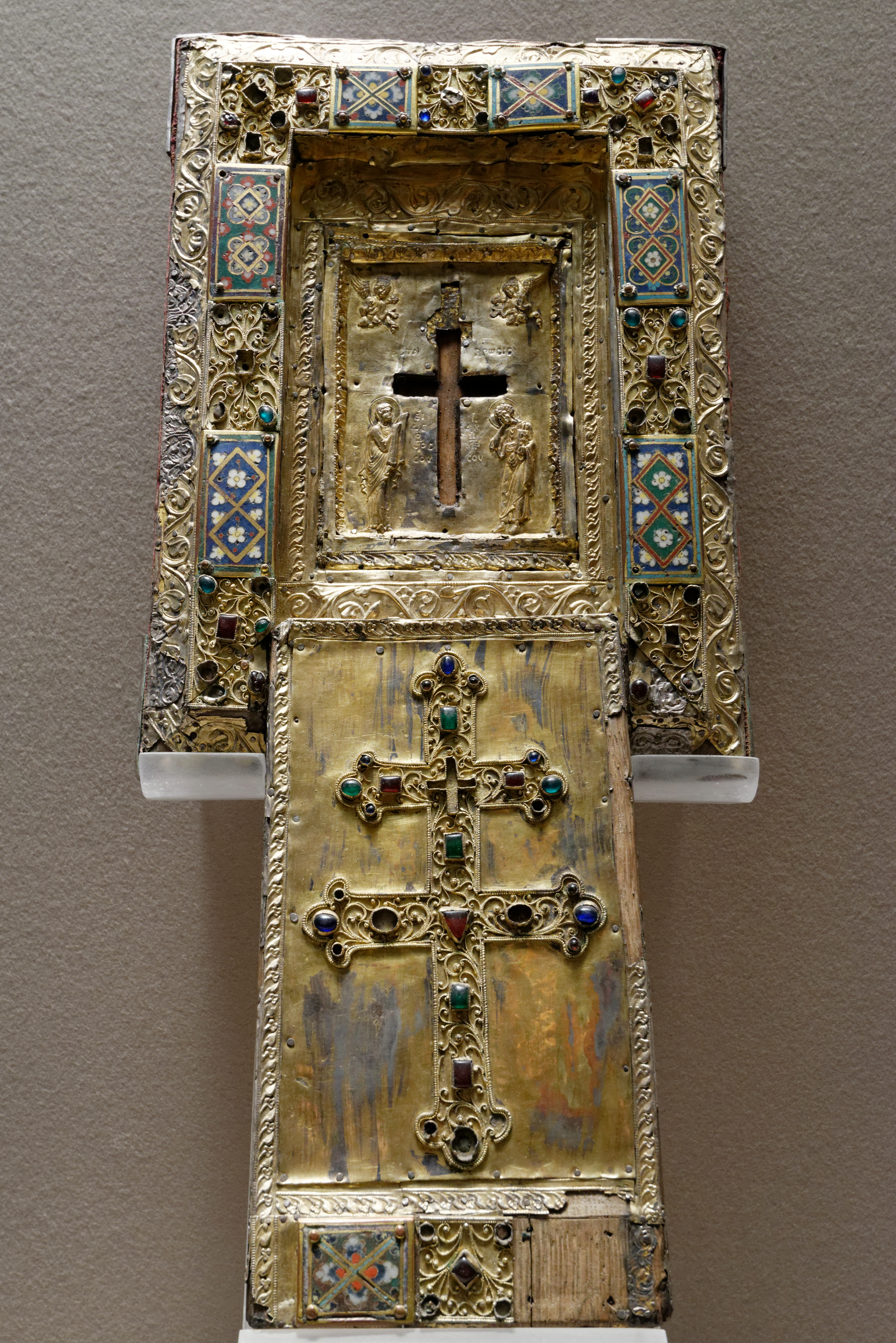
Reliquiar des Wahren Kreuzes, Paris, Louvre OA 8099

Das Reliquiar des Wahren Kreuzes ist ein Kreuzreliquiar, eine Staurothek, aus dem 11. und 12. Jahrhundert. Das Reliquiar befindet sich im Musée du Louvre in Paris, wohin es 1914 als Geschenk von Victor Martin Le Roy gelangte und hat dort die Inventar-Nummer OA 8099. Ausgestellt ist es im Saal Charlemagne im Erdgeschoss des Museums.
Es handelt sich um ein 30 × 10 cm großen Reliquiar in Form einer Lade mit Schiebedeckel. Der Deckel dieses Kästchens, dekoriert mit einem gemmenbesetzten Doppelkreuz, lässt sich herausziehen. Darunter befindet sich eine Tafel mit Darstellung von Maria und Johannes zu Seiten eines lateinischen Kreuzes, das durchbrochen gearbeitet ist; in den oberen Ecken sind die Büsten zweier Engel zu sehen. Dieses lateinische Kreuz ist nachträglich aus einem Doppelkreuz gearbeitet worden. In dem Reliquiar wurde ehemals ein Holzstückchen vom „wahren Kreuz Christi“ aufbewahrt.
Bei der Tafel mit Maria und Johannes zu Seiten des Kreuzes handelt es sich um eine byzantinische Goldschmiedearbeit des 11. Jahrhunderts, die in den Westen gelangte, wo sie um 1160/70 im Gebiet der Maas nach dem Vorbild byzantinischer Kreuzreliquiare, wie etwa der Limburger Staurothek, in einen Kreuzreliquiar mit Schiebedeckel eingearbeitet wurde.